# Essostruthella
Essostruthella is een kevergeslacht uit de familie van de boktorren (Cerambycidae). De wetenschappelijke naam van het geslacht werd voor het eerst geldig gepubliceerd in 1972 door Lane.

## Soorten
Essostruthella omvat de volgende soorten:
- Essostruthella acatinga Martins & Galileo, 2004
- Essostruthella nevermanni Lane, 1972
- Essostruthella notaticollis (Lane, 1973)